# Streif (Unternehmen)

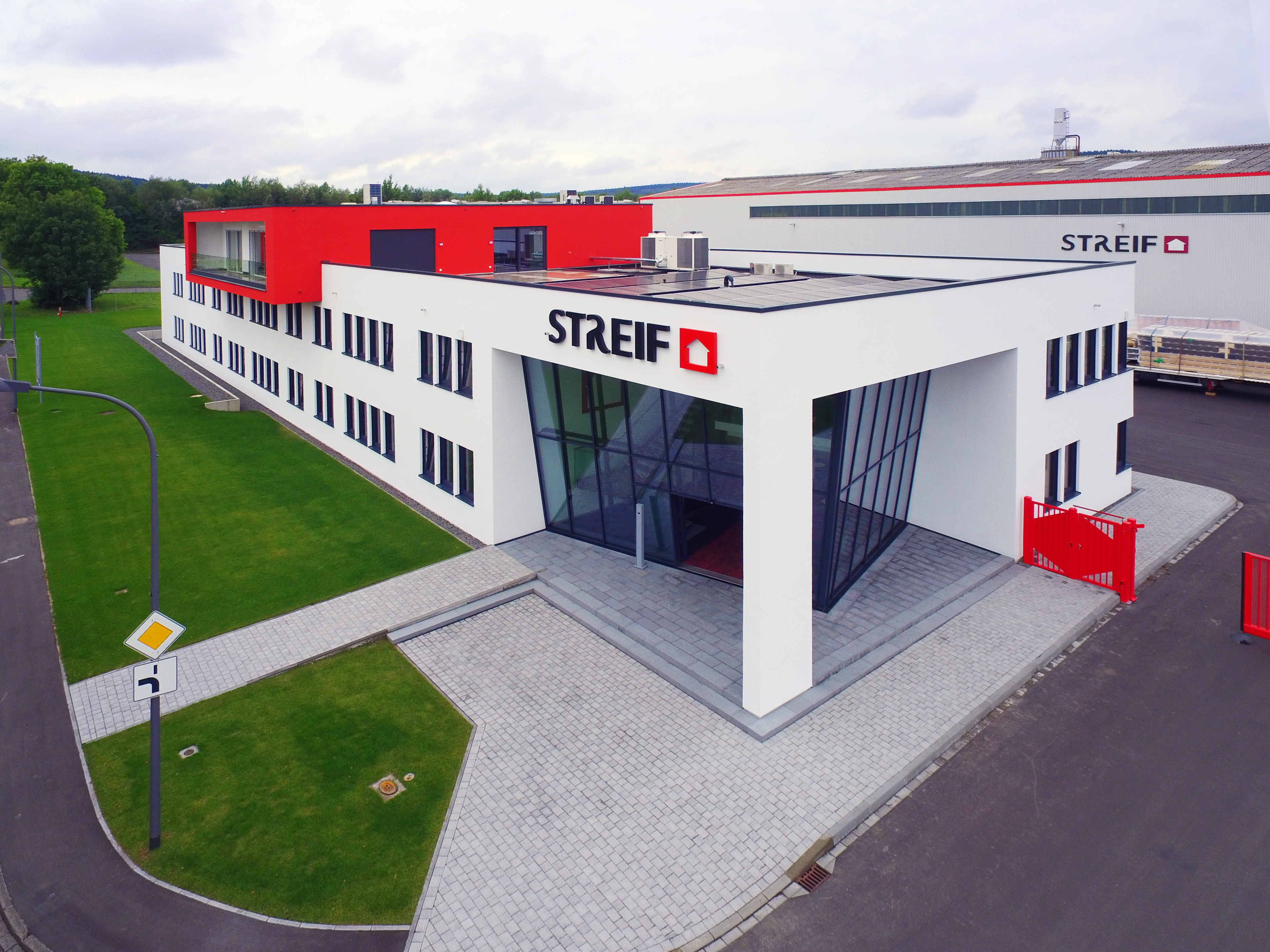
Verwaltungsgebäude Weinsheim – Rheinland-Pfalz – gebaut 2017

Die Streif GmbH (Eigenschreibweise STREIF) ist ein Hersteller von industriell vorgefertigten Fertighäusern mit Hauptsitz im rheinland-pfälzischen Weinsheim.
Das mittelständische und  inhabergeführte Unternehmen beschäftigt etwa 300 Mitarbeiter und erwirtschaftet einen Jahresumsatz von rund 70 Millionen Euro. Bekannt wurde das Unternehmen ab 1980 unter anderem als Produzent der Neckermann-Häuser, welche auch in der DDR über Genex erworben werden konnten.

## Geschichte
Die Streif GmbH entstand aus dem 1929 in Frankfurt am Main von Josef Streif gegründeten ersten Spezialbetrieb für Schalungsbau. Die Schalungshölzer von Streif für den Betonguss wurden unter anderem beim Bau des Berliner Olympiastadions, der Errichtung des Frankfurter Messeturms, des Internationales Congress Centrum Berlin und beim Terminal Ost des Frankfurter Flughafens eingesetzt.

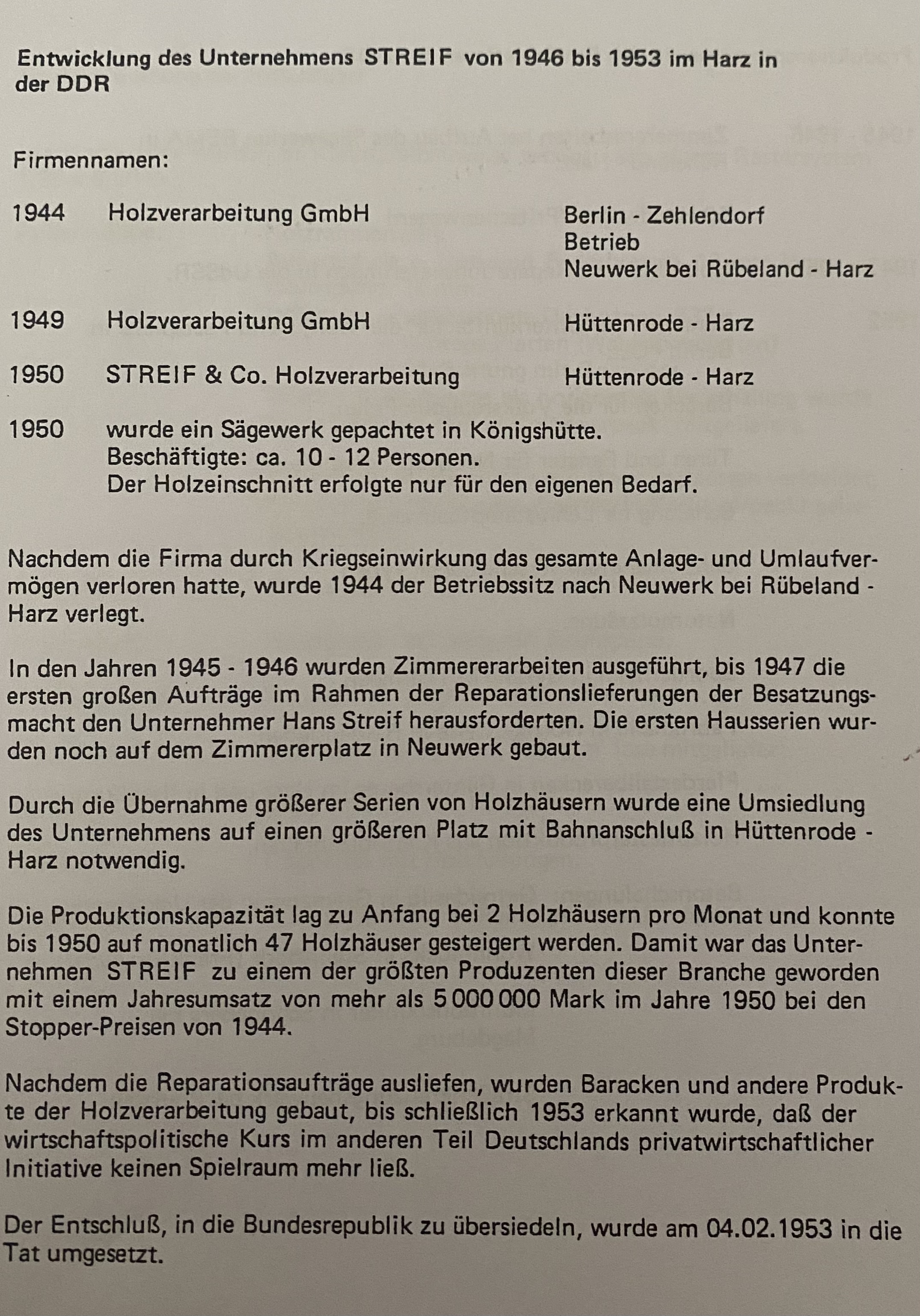
Autor: Hans Rudolf Streif

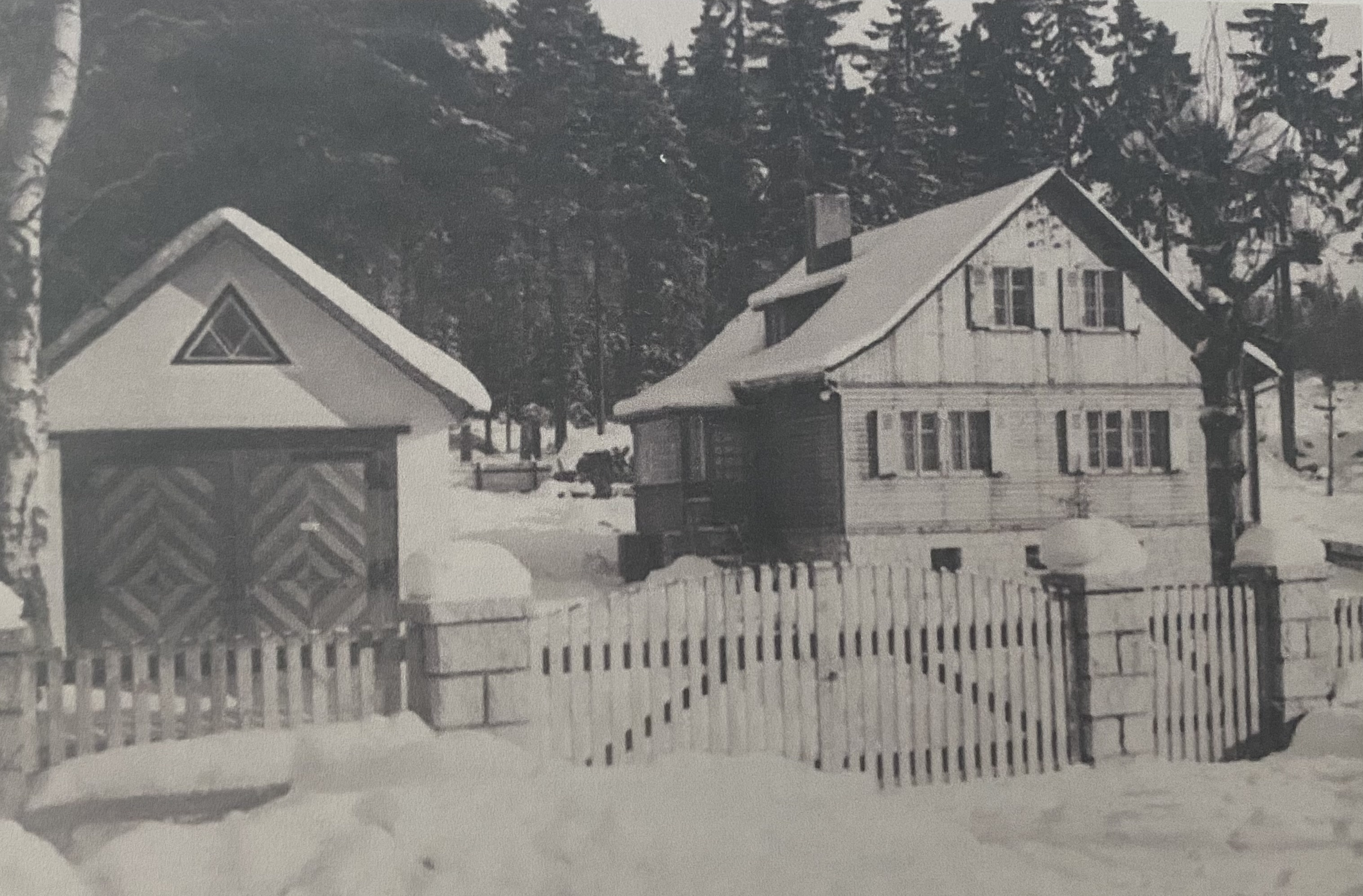
Holzhaus (erste Hausserie)

Mit dem Start der Fertighaus-Produktion begann 1964 eine neue Ära. Ab 1970 beteiligte sich die Hochtief AG an der Streif-Fertighaus GmbH & Co KG und übernahm 1980 die Mehrheit an der gesamten Streif AG. 1982 erfolgte die Übernahme der Neckermann-Eigenheim GmbH, die ehemalige Vertriebsgesellschaft für die Streif-Fertighäuser. Streif etablierte sich in den 1980er und 1990er Jahren im Fertigbau von Ein-, Zweifamilien-, Doppel- und Reihenhäusern. In der Folgezeit entstanden eine Reihe weiterer Schwesterfirmen.
„Streif Industrieanlagen“ hatte sich auf die Errichtung von Werken für Fertighäuser, Innentüren und Paneele spezialisiert. Komplette Fertigungsanlagen für den Haus- und Bauelementebau wurden geplant, errichtet und nutzungsfertig übergeben.
Projekte entstanden in Indonesien, China, Thailand, Südafrika, Malaysia und den Philippinen. In Russland baute die Streif AG 14 Werke zur Herstellung von Bauelementen, darunter das größte Fertighauswerk der Welt im sibirischen Tjumen. Dort können im Jahr bis zu 5000 Häuser gefertigt werden. Das 1970 in Weinsheim gegründete Werk, an dem sich auch der aktuelle Firmensitz befindet, hat eine Jahreskapazität von bis zu 1500 Häusern.
Neben diesen beiden Firmen umfasste die Streif-Unternehmensgruppe in der Mitte der 1990er-Jahre noch die „Streif Zweckbau“ sowie die „Prüm Türenwerk GmbH“. Zum Jahrtausendwechsel wurde die AG von der damaligen Muttergesellschaft, der Hochtief AG, umstrukturiert.
Der weitestgehend mittelständisch orientierte Hausbau wurde ausgelagert und schließlich an die Partner GmbH verkauft, die Aktiengesellschaft in eine GmbH umgewandelt. Gleichzeitig erfuhr Streif eine Modernisierung. Ein neues Hausbau-Programm wurde entwickelt, das „Variantenprogramm“. Aus 1500 Basis-Bauelementen können Kunden sich ihr individuelles Haus bauen lassen. Nach der Einführung des „Variantenprogramms“ stiegen die Absatzzahlen in den Jahren 2002 und 2003 an.
2004 entwickelte Streif weitere Haustypen, die auch auf dem europäischen Eigenheim-Markt platziert wurden. Mit der Übernahme der Schwabenhaus GmbH & Co. KG im Jahre 2005 konnte Streif einen weiteren Fertighaushersteller in die Unternehmensgruppe integrieren. 2007 realisierte Streif als erstes deutsches Unternehmen ein House-Building-Programm mit 18 Hauseinheiten in Großbritannien. 2009 realisierte das Unternehmen ein Großprojekt in unmittelbarer Nähe zum Werk in Weinsheim. Am Nürburgring entstanden 67 Ferienhäuser.
In den nächsten Jahren vollzog sich ein kompletter Wandel von der modularen Bauweise hin zu individuell geplanten Einfamilienhäusern, Bungalows, Doppelhäusern und Mehrfamilienhäusern. Die Kundenberatung erfolgt in 26 Musterhäusern und in 50 Beratungsbüros deutschlandweit. In den Jahren 2015 bis 2018 wurden die kompletten Produktionsgebäude am Firmensitz saniert. 2017 entstand ein neues energieeffizientes Verwaltungsgebäude. 2018 wurde ein neues Betriebsrestaurant gebaut und 2019 ein neues technisches Ausstattungszentrum am Firmensitz in Weinsheim/Eifel. Im Jahr 2019 konnte das Unternehmen sein 90-jähriges Firmenjubiläum feiern.
2021 hat die ADCURAM Group GmbH (München) das Unternehmen Streif im Zuge eines Generationswechsels übernommen.
Die Firma STREIF Objektbau GmbH war von der Übernahme ausgenommen und verblieb im Besitz von Jörg-Achim Vette. Am 8. Dezember 2021 wurde von der STREIF Objektbau GmbH die Zahlungsunfähigkeit erklärt und das Insolvenzverfahren beim Amtsgericht Bitburg beantragt.

Produkte von Streif
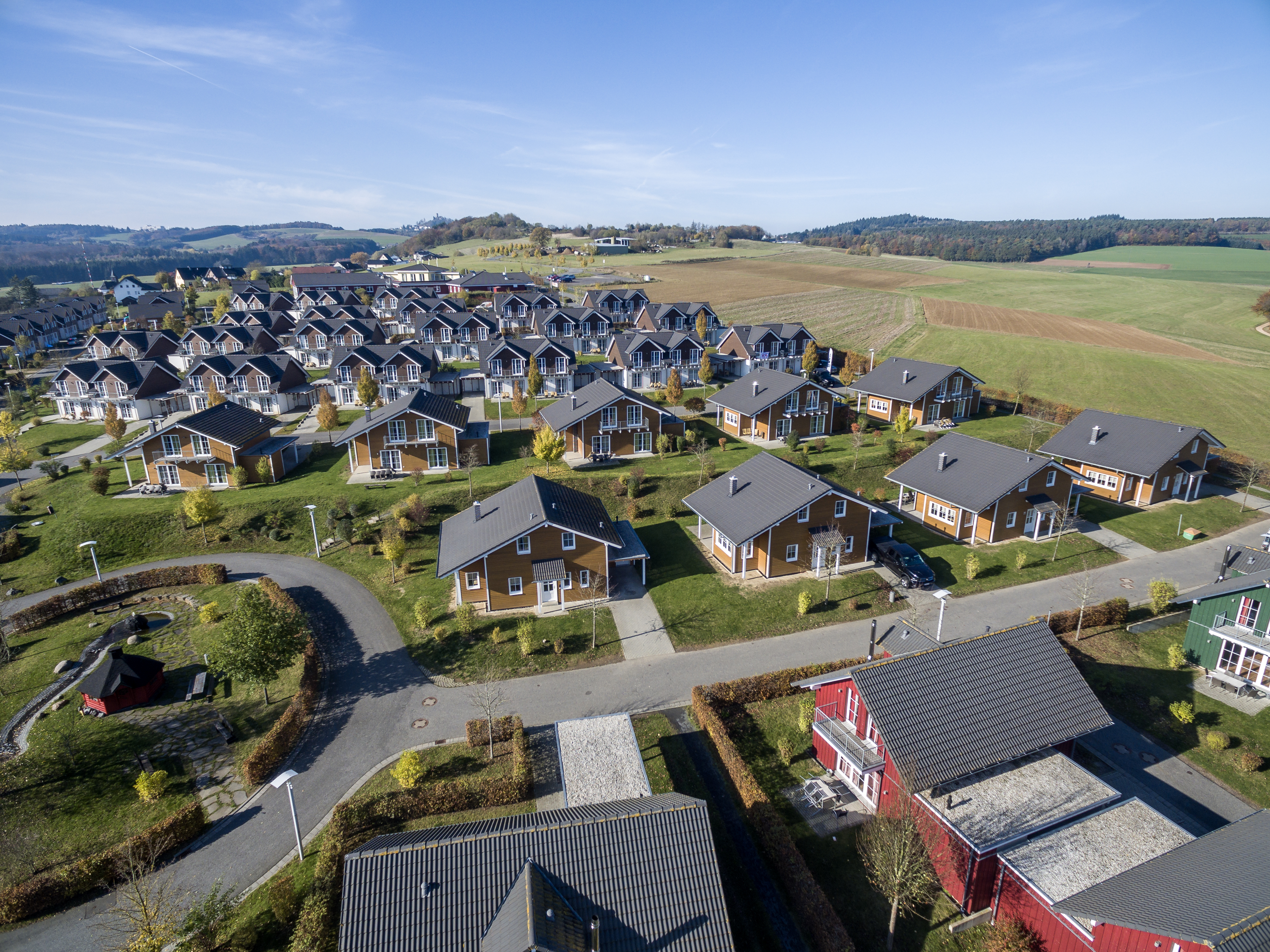
Ferienpark am Nürburgring – Lindner GmbH – gebaut durch Streif
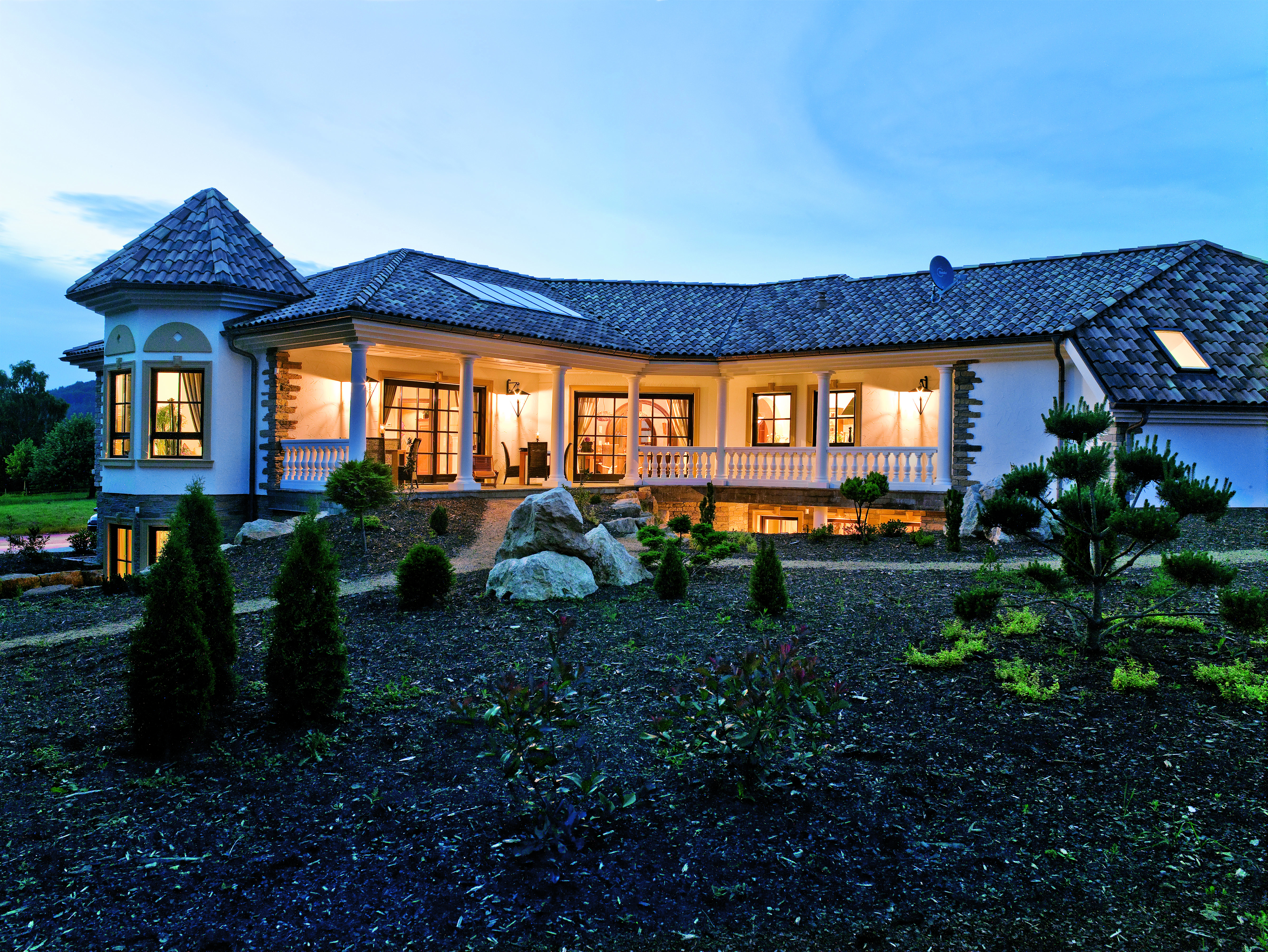
Streif-Musterhaus Toulouse im rheinland-pfälzischen Gerolstein – ausgezeichnet mit dem deutschen Traumhauspreis 2013
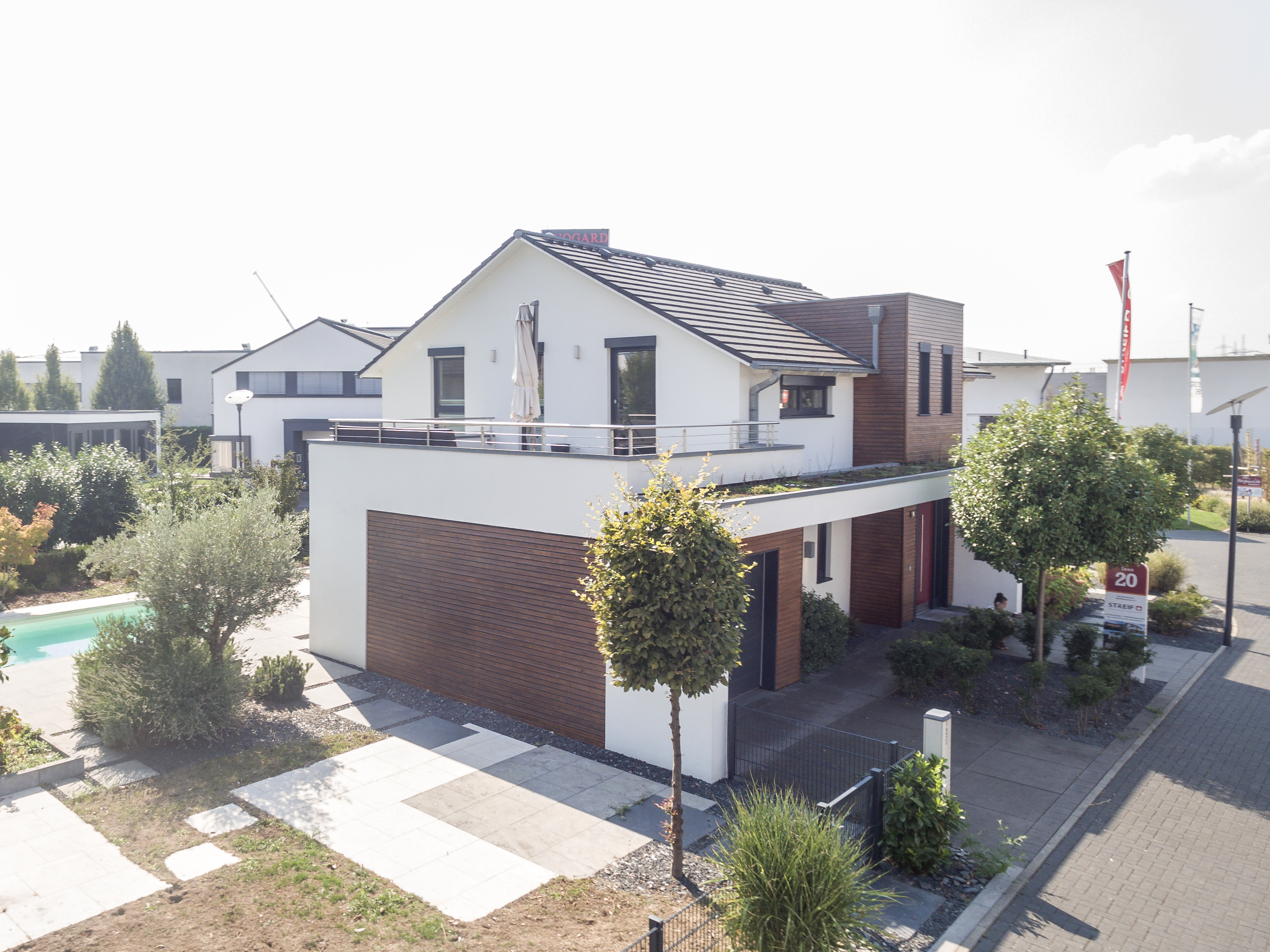
Streif-Musterhaus in Köln – Plus-Energiehaus
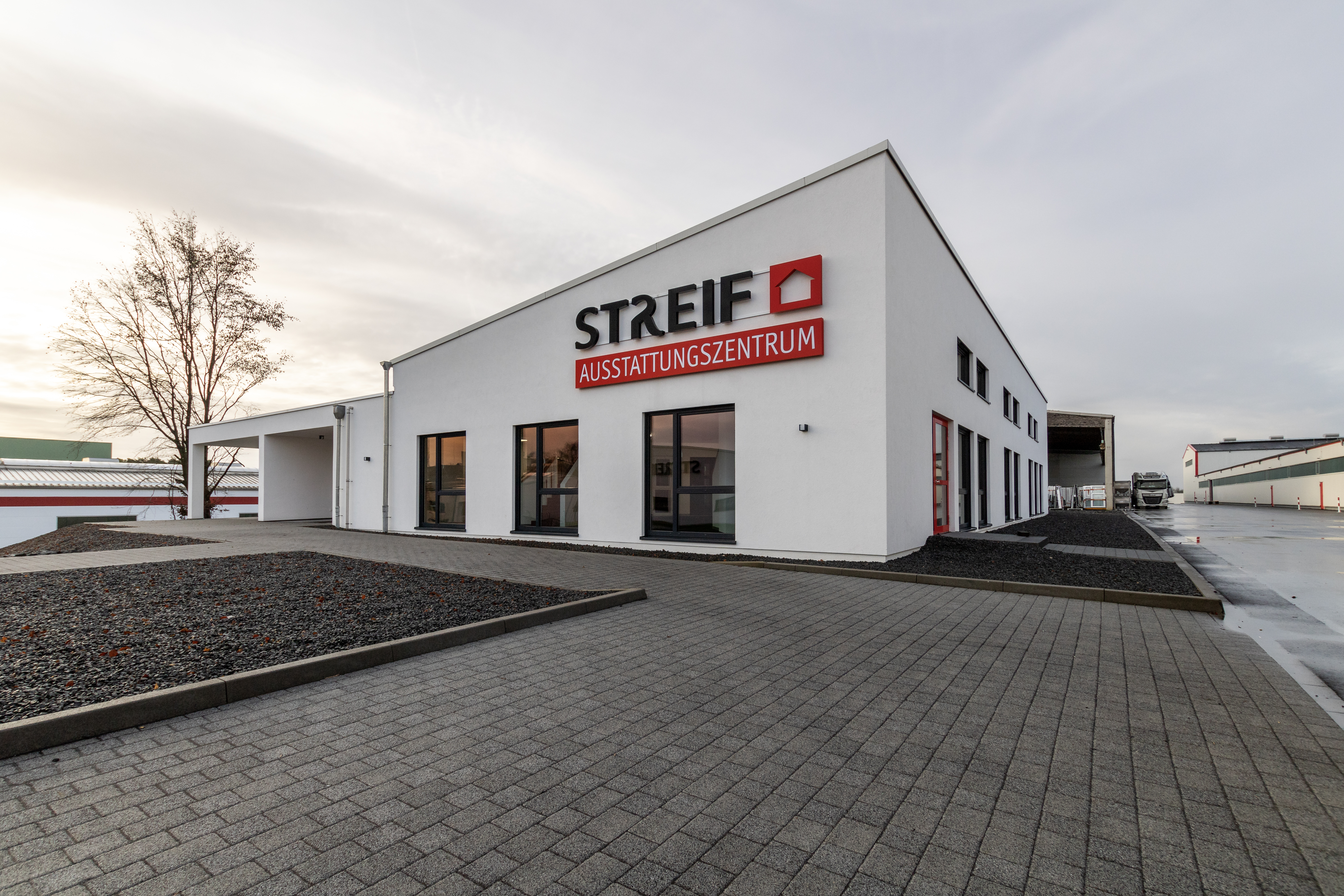
STREIF-Ausstattungszentrum in Weinsheim / Eifel – Eröffnung 2019